# Lambert Šmíd
Lambert Šmíd, né le 9 août 1968, est un joueur de football tchèque, qui évoluait comme milieu de terrain. Après avoir commencé sa carrière dans son pays natal, il franchit le pas vers l'étranger et la Belgique en 1995, où il rejoint Beveren. Il met un terme à sa carrière en 2002, après une saison passée au RWDM.